# Hub (California)
Hub è una comunità non incorporata degli Stati Uniti d'America situata nelle Contee di Kings e di Fresno, nello Stato della California. Si trova nei pressi della Southern Pacific Railroad a una distanza di circa 12 km a nord-nordovest di Lemoore, all'intersezione tra la California State Route 41 ed Excelsior Avenue.
L'unico esercizio attivo nella comunità rurale è una birreria chiamata The Hub.